# Società Ginnastica Pro Vercelli 1909-1910
Questa voce raccoglie rose e dati statistici sulla squadra di calcio Società Ginnastica Pro Vercelli nella stagione 1909-1910.

## Stagione
La squadra giunse seconda nel Campionato federale, perdendo lo spareggio scudetto con l'Inter.

## Rosa
| N. |                   | Ruolo | Calciatore          |
| -- | ----------------- | ----- | ------------------- |
|    | Italia (bandiera) | P     | Giovanni Innocenti  |
|    | Italia (bandiera) | D     | Agù                 |
|    | Italia (bandiera) | D     | Angelo Binaschi     |
|    | Italia (bandiera) | D     | Luca Bossola (I)    |
|    | Italia (bandiera) | D     | Giuseppe Servetto   |
|    | Italia (bandiera) | D     | Modesto Valle       |
|    | Italia (bandiera) | C     | Giuseppe Milano (I) |
|    | Italia (bandiera) | C     | Guido Ara           |
|    | Italia (bandiera) | C     | Pietro Leone (I)    |
|    | Italia (bandiera) | C     | Vittorio Zorzoli    |
|    | Italia (bandiera) | A     | Carlo Corna         |
|    | Italia (bandiera) | A     | Pietro Ferraro (I)  |
|    | Italia (bandiera) | A     | Vincenzo Fresia     |
|    | Italia (bandiera) | A     | Felice Milano (II)  |

| N. |                   | Ruolo | Calciatore                   |
| -- | ----------------- | ----- | ---------------------------- |
|    | Italia (bandiera) | A     | Carlo Rampini (I)            |
|    | Italia (bandiera) | A     | Eusebio Sarasso (I)          |
|    | Italia (bandiera) | A     | Annibale Visconti            |
|    | Italia (bandiera) | D     | Enrico Tacchini (1893)       |
|    | Italia (bandiera) | D     | Reis                         |
|    | Italia (bandiera) | C     | Rinaldo Varalda (II)         |
|    | Italia (bandiera) | C     | Caligaris                    |
|    | Italia (bandiera) | C     | Pierino Degara (I) (1896)    |
|    | Italia (bandiera) | A     | Celestino Bianco (1895)      |
|    | Italia (bandiera) | A     | Michele Bossola (III) (1895) |
|    | Italia (bandiera) | P     | Leone (II)                   |
|    | Italia (bandiera) | A     | Eula                         |
|    | Italia (bandiera) | A     | Alessandro Rampini (II)      |

## Risultati

### Campionato
| Arbitro: | Goodley (Torino) |

|            |           |  |
| Fresia 24’ | Marcatori |  |

| Arbitro: | G.Gama (Milano) |

|                             |           |           |
| Gol · Gol · Gol · Gol · Gol | Marcatori | Gol · Gol |

| Arbitro: | Meazza (Milano) |

|             |           |                                                    |
| Fossati 42’ | Marcatori | 48’ Corna 49’ Rampini I 65’ Milano II 89’ Visconti |

| Arbitro: | Colombo (Milano) |

|  |           |                       |
|  | Marcatori | Gol · Gol · Gol · Gol |

| Arbitro: | G.Gama (Milano) |

|                           |           |                                                             |
| Sardi pt’ ??? st’ ??? st’ | Marcatori | pt’ Milano II pt’ Rampini I st’ ??? st’ ??? st’ ??? st’ ??? |

| Vercelli 19 dicembre 1909                                           | Pro Vercelli | 1 – 2 referto          | Inter | Campo piazzale Conte di Torino |
| \| \| \| \| \| Fresia 47’ \| Marcatori \| 44’ Engler 67’ Peterly \| |              |                        |       |                                |
|                                                                     |              |                        |       |                                |
| Fresia 47’                                                          | Marcatori    | 44’ Engler 67’ Peterly |       |                                |

| Arbitro: | G.Gama (Milano) |

|  |           |                               |
|  | Marcatori | 4’ Corna I 63’, 86’ Rampini I |

| Arbitro: | G.Gama (Milano) |

|             |           |                 |
| Elliott 52’ | Marcatori | 47’ st’ Corna I |

| Arbitro: | Meazza (Milano) |

|                       |           |  |
| Brunello 19’ Calì 26’ | Marcatori |  |

| Arbitro: | G.Gama (Milano) |

|                                                     |           |       |
| Fresia 9’ 58’ Corna 32’ Milano II 42’ Rampini I st’ | Marcatori | 49’ ? |

| Torino 30 gennaio 1910 | Juventus        | 0 – 0 | Pro Vercelli | Stadio di Corso Sebastopoli\| Arbitro: \| Meazza (Milano) \| |
| Arbitro:               | Meazza (Milano) |       |              |                                                              |

| Arbitro: | Meazza (Milano) |

|                      |           |                             |
| Lang 49’, 55’ (rig.) | Marcatori | 8’, 11’, 59’, 89’ Rampini I |

| Arbitro: | Goodley (Torino) |

|  |           |          |
|  | Marcatori | Lang 30’ |

| Arbitro: | Hess (Torino) |

|                                       |           |  |
| Rampini I 15’, 58’, 81’ Milano II 30’ | Marcatori |  |

| Arbitro: | Meazza (Milano) |

|                                          |           |  |
| Ferraro 3’ Milano II 57’, 88’ Fresia 77’ | Marcatori |  |

| Arbitro: | Colombo (Milano) |

|                           |           |  |
| Rampini I pt’ Ferraro pt’ | Marcatori |  |

### Spareggio per il titolo federale
| Arbitro: | Meazza (Milano) |

|                                                                                            |            |                                                                                  |
| Tacchini Zorzoli Rampini II                                                                | Marcatori  | Engler Fossati I Payer I Peterly I Schuler ?’ (aut.)                             |
| Leone II Tacchini Reis Varalda Caligaris Degara Bianco Bossola III Eula Zorzoli Rampini II | Formazioni | Campelli Fronte Zoller Jenni Fossati Stebler Engler Payer I Peterly Aebi Schuler |

## Statistiche

### Statistiche di squadra
| Competizione            | Punti | In casa | In casa | In casa | In casa | In casa | In casa | In trasferta | In trasferta | In trasferta | In trasferta | In trasferta | In trasferta | Totale | Totale | Totale | Totale | Totale | Totale | DR  |
| Competizione            | Punti | G       | V       | N       | P       | Gf      | Gs      | G            | V            | N            | P            | Gf           | Gs           | G      | V      | N      | P      | Gf     | Gs     | DR  |
| ----------------------- | ----- | ------- | ------- | ------- | ------- | ------- | ------- | ------------ | ------------ | ------------ | ------------ | ------------ | ------------ | ------ | ------ | ------ | ------ | ------ | ------ | --- |
| Prima Categoria         | 25    | 8       | 6       | 0       | 2       | 23      | 6       | 8            | 6            | 1            | 1            | 23           | 9            | 16     | 12     | 1      | 3      | 46     | 15     | +31 |
| Spareggio per il titolo |       | 1       | 0       | 0       | 1       | 3       | 10      | 0            | 0            | 0            | 0            | 0            | 0            | 1      | 0      | 0      | 1      | 3      | 10     | -7  |
| Totali                  | 25    | 9       | 6       | 0       | 3       | 26      | 16      | 8            | 6            | 1            | 1            | 23           | 9            | 17     | 12     | 1      | 4      | 49     | 25     | +24 |

### Statistiche dei giocatori
Fonte:
| Giocatore        | Prima Categoria | Prima Categoria | Spareggio | Spareggio | Totale   | Totale |
| Giocatore        | Presenze        | Reti            | Presenze  | Reti      | Presenze | Reti   |
| ---------------- | --------------- | --------------- | --------- | --------- | -------- | ------ |
| . Agù            | 1               | 0               | 0         | 0         | 1        | 0      |
| G. Ara           | 16              | 0               | 0         | 0         | 16       | 0      |
| C. Bianco        | 0               | 0               | 1         | 0         | 1        | 0      |
| A. Binaschi      | 16              | 0               | 0         | 0         | 16       | 0      |
| L. Bossola (I)   | 2               | 0               | 0         | 0         | 2        | 0      |
| M. Bossola (III) | 0               | 0               | 1         | 0         | 1        | 0      |
| . Caligaris      | 0               | 0               | 1         | 0         | 1        | 0      |
| C. Corna         | 16              | 4               | 0         | 0         | 16       | 4      |
| P. Degara (I)    | 0               | 0               | 1         | 0         | 1        | 0      |
| . Eula           | 0               | 0               | 1         | 0         | 1        | 0      |
| P. Ferraro       | 8               | 2               | 0         | 0         | 8        | 2      |
| V. Fresia        | 16              | 9               | 0         | 0         | 16       | 9      |
| G. Innocenti     | 16              | -15             | 0         | 0         | 16       | -15    |
| P. Leone (I)     | 16              | 0               | 0         | 0         | 16       | 0      |
| . Leone (II)     | 0               | 0               | 1         | -10       | 1        | -10    |
| F. Milano (II)   | 16              | 1               | 0         | 0         | 16       | 1      |
| G. Milano (I)    | 16              | 10              | 0         | 0         | 16       | 10     |
| A. Rampini (II)  | 0               | 0               | 1         | 1         | 1        | 1      |
| C. Rampini (I)   | 16              | 16              | 0         | 0         | 16       | 16     |
| . Reis           | 0               | 0               | 1         | 0         | 1        | 0      |
| E. Sarasso (I)   | 2               | 0               | 0         | 0         | 2        | 0      |
| G. Servetto      | 12              | 0               | 0         | 0         | 12       | 0      |
| E. Tacchini      | 0               | 0               | 1         | 1         | 1        | 1      |
| M. Valle         | 1               | 0               | 0         | 0         | 1        | 0      |
| R. Varalda (II)  | 0               | 0               | 1         | 0         | 1        | 0      |
| A. Visconti      | 6               | 4               | 0         | 0         | 6        | 4      |
| V. Zorzoli       | 0               | 0               | 1         | 1         | 1        | 1      |

## Seconda Categoria
I giornali sportivi non hanno citato alcuna rosa intera. Citati i giocatori Bossola (II), Capra, Jona e Sassi (2 volte) e il gol di Opezzo (Oppezzo ?) da Fontanelli. Il libro della Pro Vercelli fatto da Tacchini Sala Casalino non ha citato il titolo di Seconda Categoria vinto dalla Pro Vercelli.

### Risultati

#### Finale piemontese
| Arbitro: | Bach (Torino) |

|  |           |   |
|  | Marcatori | ? |

| Vercelli 6 febbraio 1910 | Pro Vercelli II | 2 – 0 A tav. | Piemonte | Campo piazzale Conte di Torino |

#### Girone nazionale
| Arbitro: | Berardo (Torino) |

|                            |           |                           |
| ? 15’ ? 22’ Repetto II 60’ | Marcatori | 45’ (rig.) ? s.t.’ Opezzo |

| Arbitro: | Alziator (Milano) |

|  |           |          |
|  | Marcatori | Jona ? ? |

| Vercelli 3 aprile 1910 3ª giornata | Pro Vercelli II | 2 – 0 A tav. | Andrea Doria II | Campo piazzale Conte di Torino |

| Vercelli 13 marzo 1910 5ª giornata | Pro Vercelli II | 1 – 1 | Libertas Milano | Campo piazzale Conte di Torino |